# Ludwig (Sizilien)
Ludwig  (Ludovico) (* 1337 in Catania; † 16. Oktober 1355 in Iacchi), aus dem Haus Barcelona-Aragón, war von 1342 bis 1355 König von Sizilien.

## Leben
Ludwig war der älteste Sohn des Königs Peter II. von Sizilien aus dem Haus Aragon und dessen Gemahlin Elisabeth von Kärnten. Er wurde als 5-Jähriger 1342 nach dem Tod seines Vaters zum König proklamiert und am 8. September 1342 in Messina gekrönt.
Ludwig stand zunächst unter Regentschaft seines Onkels Johann, Herzog von Athen und Neopatras, der die stärker werdende Adelsfraktion zurückdrängen, kommunale Aufstände niederschlagen und kriegerische Erfolge gegen Neapel erreichen konnte. Nach dessen Tod 1348 an der Pest, berief Ludwigs Mutter Matteo Palizzi an die Regierung und nach dessen Ermordung wurde Ludwigs Schwester Konstanze 1353 faktisch Regentin.
Der jugendliche König konnte sich gegen die erstarkenden Barone nicht zur Wehr setzen, die königliche Macht löste sich nahezu vollständig auf. Ludwig starb bereits mit 18 Jahren an der Pest unverheiratet und ohne legitime Nachkommen. Als König von Sizilien folgte ihm sein Bruder Friedrich.